# استفان تولمین
استفان تولمین (انگلیسی: Stephen Toulmin؛ ۲۵ مارس ۱۹۲۲ – ۴ دسامبر ۲۰۰۹) فیلسوف، و استاد دانشگاه اهل بریتانیا بود. تولمین، که از لودویگ ویتگنشتاین تأثیر پذیرفته بود، فعالیت‌های خود را به تحلیل فلسفه اخلاق اختصاص داد. او در نوشته‌های خود تلاش داشت تا برهان‌هایی عملی توسعه دهد که بتوان از آنها در یافتن اصول اخلاقی بهره برد. نظریات او بعدها در زمینهٔ بلاغت برای تحلیل برهانها و در زمینهٔ علوم رایانه به کار گرفته شد.. تحقیقات او دربارهٔ اخلاق، منابع و مآخذی برای حوزه‌های روابط بین‌الملل، تاریخ و فلسفه، و علوم اجتماعی به‌شمار می‌روند.
وی همچنین برندهٔ جوایزی همچون کمک‌هزینه گوگنهایم شده‌است. تولمین در سال ۲۰۰۹ در سن ۸۷ سالگی درگذشت.